# Домінго Перес (футболіст)
Домінго Перес (ісп. Domingo Salvador Pérez, 7 червня 1936, Пайсанду — 16 серпня 2024) — уругвайський футболіст, що грав на позиції нападника. Виступав, зокрема, за клуб «Насьйональ», а також національну збірну Уругваю.
У складі збірної — дворазовий володар Кубка Америки.

## Клубна кар'єра
У дорослому футболі дебютував 1956 року виступами за команду «Рампла Хуніорс», в якій провів чотири сезони, взявши участь у 107 матчах чемпіонату. У 1956 році взяв участь у турне клубу по Бразилії, Європі та Азії, під час якого з 12-ма голами став найкращим бомбардир своєї команди. У сезоні 1959 року «Рампла Хуніорс» зайняв 7 місце у Прімера Дивізіоні.
У 1960 році захищав кольори клубу «Рівер Плейт», за який зіграв 22 матчі та відзначився 6-ма голами.
Своєю грою за останню команду привернув увагу представників тренерського штабу клубу «Насьйональ», до складу якого приєднався 1962 року. Відіграв за команду з Монтевідео наступні п'ять сезонів своєї ігрової кар'єри, а в 1963 та 1966 роках ставав чемпіоном Уругваю. У 1964 році став фіналістом Кубку американських чемпіонів, де поступився аргентинському «Індепендьєнте». Домінго зіграв у всих матчах «Насьйоналя» на турнірі, а у вирішальному поєдинку вийшов у стартовому складі.
Завершив кар'єру футболіста в команді «Рівер Плейт» (Монтевідео), за яку виступав протягом 1967—1969 років.
2 травня 2010 року зіграв товариський матч на «Естадіо Парк Сентраль» разом з такими зірками уругвайського футболу як Рубен Соса, Карлос Камейо, Тоні Гомес, Даніель Енрікес, Ернесто Варгас та Фернандо Канапкіс. Незважаючи на всю цю славу «Насьйоналя», який отримав овації, Домінго показав, що у 75 років він не втратив магії, яка супроводжувала його під час гри.

## Виступи за збірну
1959 року дебютував в офіційних матчах у складі національної збірної Уругваю.
У складі збірної був учасником Чемпіонату Південної Америки 1959 року в Еквадорі, здобувши того року титул континентального чемпіона (зіграв 4 матчі, відзначився 1 голом), Чемпіонату Південної Америки 1959 року в Аргентині (виходив на поле в перших двох поєдинках, проти Аргентини та Еквадору), чемпіонату світу 1962 року у Чилі (зіграв у всих трьох матчах групового етапу), чемпіонату світу 1966 року в Англії (виходив на поле у вих поєдинках групового етапу, а також у програному чвертьфінальному поєдинку проти Німеччини), Чемпіонату Південної Америки 1967 року в Уругваї, здобувши того року титул континентального чемпіона. На останньому з вище вказаних турнірів відзначився чотирма голами, у тому числі й переможним (1:0) у фінальному поєдинку проти Аргентини.
Загалом протягом кар'єри у національній команді, яка тривала 9 років, провів у її формі 29 матчів, в яких відзначився 6 голами.

## Кар'єра тренера
У 2005 році працював помічником Хуана Карлоса Бортейро в «Рампла Хуніорс». У 2008 році працював тренером з фізичної підготовки в штабі Орландо Каппеліно в «Депортіво Мальдонадо».

## Досягнення

### Клубні
«Насьйональ»
- Прімера Дивізіон Уругваю
  -  Чемпіон (2): 1963, 1966

### Збірна
- Кубок Америки
  -  Володар (2): 1959 (Еквадор), 1967 (Уругвай)